# Меджеджак
45°05′ пн. ш. 15°21′ сх. д. / 45.09° пн. ш. 15.35° сх. д.
Меджеджак (хорв. Međeđak) — населений пункт у Хорватії, у Карловацькій жупанії у складі громади Плашки.

## Населення
Населення за даними перепису 2011 року становило 100 осіб.
Динаміка чисельності населення поселення: